# Ferdinand Maaß
Ferdinand Maaß (* 23. März 1902 in Ried im Oberinntal; † 15. Oktober 1973 in Wien) war ein österreichischer Jesuit, Theologe und Kirchenhistoriker.

## Leben und Werk
Maaß bestand 1921 das Abitur in Bregenz und trat in den Jesuitenorden ein. Nach zehnjähriger Vorbereitung (zwei Jahre Noviziat und ein Jahr Rhetorik in St. Andrä, drei Jahre Studium der scholastischen Philosophie in Tisis, Pullach im Isartal  und Innsbruck, ein Probejahr als Lehrer am Ordensgymnasium in Freinberg, vier Jahre Theologie in Innsbruck) wurde er 1931 zum Priester geweiht und studierte ab 1933 an der Universität Wien Geschichte, Geografie und Romanistik. 1938 wurde er bei Heinrich von Srbik promoviert mit der Arbeit Die Jesuiten in Tirol 1838 – 1848. Er lehrte ein Jahr Kirchengeschichte an der Studienanstalt der Jesuiten in Innsbruck. Nach deren Auflösung aus politischen Gründen verbrachte er die Kriegszeit in Wien und kam mit Alfons Lhotsky in Kontakt. 
1947 habilitierte er sich in Wien und lehrte an der Universität Innsbruck, ab 1954 als Extraordinarius, ab 1964 (als Nachfolger seines Kollegen Hugo Rahner) auf dem dortigen Lehrstuhl für Kirchengeschichte. 
Er starb an den Folgen eines Autounfalls.

## Auszeichnungen
- korrespondierendes Mitglied der Österreichischen Akademie der Wissenschaften (seit 1969)
- Österreichisches Ehrenzeichen für Wissenschaft und Kunst (1970)
- Ehrenzeichen des Landes Tirol (1973)

## Werke
- Der Josephinismus. Quellen zu seiner Geschichte in Österreich 1760–1850. Amtliche Dokumente aus dem Wiener Haus-, Hof- und Staatsarchiv, 5 Bde., Wien 1951–1961
  - 1. Ursprung und Wesen des Josephinismus, 1951
  - 2. Entfaltung und Krise des Josephinismus, 1953
  - 3. Das Werk des Hofrats Heinke 1768–1790, 1956
  - 4. Der Spätjosephinismus 1790–1820, 1957
  - 5. Lockerung und Aufhebung des Josephinismus, 1961
- Der Frühjosephinismus, Wien 1969
- „Josephinismus“, in: Lexikon für Theologie und Kirche (Zweite Auflage)